# Lheue Simpang
Lheue Simpang is een bestuurslaag in het regentschap Bireuen van de provincie Atjeh, Indonesië. Lheue Simpang telt 680 inwoners (volkstelling 2010).